# Mežakla
Mežakla je visoka planota v Julijskih Alpah med rekama Radovna na jugu in Savo Dolinko na severu. Visoka je približno 1200 m; na najvišji točki pa 1593 m. Na zahodu sega do stičišča dolin Krma, Kot in Vrata, na vzhodu pa do Blejskega kota in Vintgarja. Gradijo jo apnenec in dolomit, v posameznih delih tudi triasni lapor in peščenjak. Apnenčevo površje je zakraselo, nekaj je kraških jam, npr. Snežna jama na vzhodni strani Mežakle pod Planskim vrhom (1299 m) nad Jesenicami.

## Etimologija
Ime planote je bilo v Slovenskem pravopisu leta 2001 normalizirano kot 'Mežaklja' na podlagi starejših zapisov. V pravopisu je zapisana tudi imenska varianta 'Mežakla', ki temelji na ustrezni knjižni različici gorenjske narečne izgovorjave z upoštevanjem švapanja. Tez o etimologiji samega imena je več, znanstveni konsenz pa o izvoru besede ni jasen.

## Geografija
Večinoma je pokrita s smrekovim in bukovim gozdom. Na planoti je mnogo pašnikov, kjer se živina še pase, ter čistih izvirov in hudourniških potokov.
Naravni most na Mežakli je zanimiv naravni pojav, ki je nastal zaradi erozijskega delovanja vode in preperevanja različno odpornih kamnin. Stoji tik pod severnim robom Mežakle, na meji Triglavskega narodnega parka, kjer apnenčast greben premosti grapo v elegantnem naravnem loku, ki je dolg približno 15 m, visok 8 m ter širok približno 3 m. Most je lahko dostopen z markirane planinske poti po slemenu Mežaklje. Najprimernejši čas za obisk mostu na Mežaklji je pozno spomladi.
Poljanska Baba je osamljena skala, ki izstopa iz bukovega gozda vzhodnega pobočja Mežaklje. Legenda pravi, da je nenavadna in zelo izrazita podoba skale dobila ime Baba po trdosrčni in neusmiljeni edinki plemiškega rodu, ki je nekoč imela možnost, a ni imela toliko srca, da bi rešila smrti nesrečnega kmeta, ki ga je pokončala zver, ko je lovil na Mežaklji. Do Babe se da priti po strmi poti iz naselja Kočna na Poljanah. V slabi uri premagamo strmino in že se znajdemo pred obeliskom, ki je proti pobočju visok kake 4 m, proti dolini pa kar 8 m. Po klinih lahko splezamo na vrh, od koder je lep razgled. Številna so tudi razgledišča z roba planote, najbolj znana razgledna točka je Škrbina.
Mežakla je delno v Triglavskem narodnem parku, vendar turistično ni razvita. Občasno sicer v gozdarski koči ali pa v domu ljubljanske univerze (predvsem v poletnem času) počitnikujejo obiskovalci.
Partizanska bolnišnica Mežaklja je skromen lesen objekt v bližini Zakopov, ki je bil postavljen leta 1942 kot zatočišče ranjencev. Bolnišnica je bila znana tudi kot Mala bolnica in je predstavljala prvo partizansko bolnišnico na Gorenjskem. Nemške oblasti jo v času 2. svetovne vojne niso odkrili. Na planini Obranca je spomenik padlim borcem NOB. 

## Galerija
- Mežekla z Jesenic
- Govedo
- Pašniki
- Rastišče gob ledenk